# All I Want for Christmas Is You
Pour les articles homonymes, voir All I Want for Christmas.
Singles de Mariah Carey
Endless Love
(1994) Joy To The World
(1994)
Pistes de Merry Christmas
Silent Night O Holy Night
All I Want for Christmas Is You est une chanson de Mariah Carey présente sur son album Merry Christmas. Elle en est le premier single, sorti le 1er novembre 1994, sous le label Columbia Records. La chanson est écrite et produite par Carey et Walter Afanasieff. La chanson inclut des sons de cloches, des chœurs et l'utilisation de synthétiseurs. Les paroles déclarent que la protagoniste ne veut pas de cadeaux à Noël mais veut partager ses vacances avec son amoureux.
Deux clips vidéos, filmés en décembre 1993, accompagnent la chanson. Le premier montre Carey dans sa maison en compagnie de ses chiens et sa famille durant les vacances. Elle porte un costume de Noël et roule dans la neige. Son ex-mari Tommy Mottola fait une apparition sous le costume du père Noël et s'amuse avec Carey sur une luge. Le second clip est filmé en noir et blanc ; Carey est habillée dans le style des années 1960 et rend hommage au groupe The Ronettes avec des chœurs.
Carey interprète All I Want for Christmas Is You durant de nombreuses apparitions télévisées et tournées. Elle interprète la chanson la première fois lors du Daydream World Tour (1996) puis durant le Butterfly World Tour (1998) et Charmbracelet World Tour (2002-2003) mais aussi lors du Walt Disney World Christmas Day Parade en 2004 et 2010 et retransmise sur la chaîne ABC. Un remix So So Def sort en 2000 et un autre en 2009. En 2010, Carey ré-enregistre la chanson pour son treizième album studio et second de Noël, Merry Christmas II You, sous le nom All I Want for Christmas Is You (Extra Festive).
Les critiques applaudissent All I Want for Christmas Is You et The New Yorker précise : « L'une des quelques additions modernes à l'esprit de Noël ». La chanson rencontre du succès en Australie, Japon, Norvège, Pays-Bas et Royaume-Uni où elle est numéro deux des ventes et dans les autres pays en général où elle atteint le top 10. Elle devient la 19e chanson du XXe siècle la plus téléchargée, la chanson de Noël la plus vendue par une femme et en général. The Daily Telegraph déclare que All I Want for Christmas Is You comme la chanson de Noël la plus populaire de la décennie au Royaume-Uni. Rolling Stone positionne la chanson à la quatrième place de la liste « Greatest Rock and Roll Christmas Songs », la qualifiant de « standard des fêtes ».
Le 24 novembre 2019, la chanson obtient trois records dans le Livre Guinness des records comme étant la chanson de Noël la plus vendue de tous les temps, la chanson la plus écoutée sur Spotify (10,819,009 streams en décembre 2018), ainsi que la chanson de Noël étant classé le plus de fois no 1 en Angleterre,,.
Fin 2019, la chanson atteint la première place au classement américain hebdomadaire Billboard Hot 100 deux semaines d'affilée, ce qui en fait son dix-neuvième numéro un aux États-Unis et quatre-vingt semaines passées en tête du classement Billboard hot 100 avec ses différents singles numéros un cumulés.
En 2000, la chanson connaît également un succès planétaire, grâce à son So So Def Remix en featuring Jermaine Dupri et Bow Wow, qui fut classé no 1 dans les charts urbains et qui est devenu un hymne des remixes r&b,.
De par son succès phénoménal, qui génère plus de 60 millions de dollars depuis sa sortie (chiffres de 2017 ), Mariah Carey a décliné ce single en conte pour enfants All I Want For Christmas (2015), en film d’animation Mon plus beau cadeau de Noël (2017), en nombreux produits dérivés, mais aussi en comédie musicale Mariah Carey's Magical Christmas Special, disponible sur Apple TV+ (2020).
En 2023, la chanson est inscrite au registre national des enregistrements (National Recording Registry) de la bibliothèque du Congrès à Washington pour son importance culturelle.

## Genèse
Columbia Records, le label de Carey lui demande de faire un album de Noël pour devenir une artiste et non rester une chanteuse pop. Carey est chrétienne et a toujours fêté Noël, elle accepte donc de faire cet album. Carey écrit All I Want for Christmas Is You pendant la conception de l'album, mi-1994. Dans une interview, elle explique l'inspiration qui l'a amenée à écrire cette chanson :
« Je suis une personne très fétarde et j'adore les vacances. Je chante des chants de Noël depuis que je suis petite fille. J'ai l'habitude de chanter des chansons de Noël. Quand nous avons commencé l'album, il fallait faire un équilibre entre les hymnes de Noël et les chansons festives. C'était pour moi une priorité d'écrire de nouvelles chansons, mais pour la plupart des gens qui veulent vraiment écouter les standards de Noël, ils peuvent voir qu'une nouvelle chanson, c'est aussi bien. »
En l'occurrence, la chanson est inspirée des sentiments romantiques qu'éprouve Carey envers son mari Tommy Mottola. Après la sortie de l'album, beaucoup de chansons sortent en singles promotionnels tandis que d'autres sont envoyées sur les radios de Noël ; All I Want for Christmas Is You aux radios pop et aux Top 40. L'auteur Chris Nickson dit que la chanson est « festive et douce » et son tempo contraste avec le fort sentiment religieux de l'album, élargissant la visée de l'album aux populations plus jeunes.

## Structure musicale
All I Want for Christmas Is You est une chanson rythmée d'un style pop contemporain,. Les paroles déclarent que la chanteuse ne veut pas de cadeaux à Noël mais juste passer du temps avec son amoureux. La chanson incorpore plusieurs éléments comme des sons de cloches, une grosse caisse et des cencerros. Des chœurs accompagnent la chanteuse tout au long du pont et du refrain. Selon la partition publiée par Sony/ATV Music Publishing, All I Want for Christmas Is You se situe dans une signature rythmique commune et est composée dans la tonalité de Sol majeur. Le registre de Carey s'étend des notes sol2 à sol4. Carey écrit les paroles et compose la mélodie tandis que Walter Afanasieff arrange et produit la chanson. La plupart des effets instrumentaux sont créés synthétiquement par ordinateur. Selon Roch Parisien d'AllMusic, la chanson contient « l'harmonie des Beach Boys, des cloches cacophoniques, et l'allure d'une luge, injectant l'un des quelques rythmes d'éxubérance à ce jeu ».

## Accueil

### Critique
All I Want for Christmas Is You est très bien reçue par les critiques. Selon Roch Parisien d'AllMusic, elle est « bien foutue » et il complimente l'instrumentation et la mélodie. Steve Morse, journaliste de The Boston Globe, écrit que Carey chante avec beaucoup de soul. Selon Barry Schwarz de, Stylus Magazine« Dire que cette chanson est un instant classique qui ne capture pas son caractère exceptionnel ; c'est un standard moderne : joyeux, exaltant, bruyant, avec un soupçon de nostalgie ». Schwarz fait l'éloge des paroles, elles « s'expriment magnifiquement » et la voix de Carey est « magnifique » et « sincère ». Bill Lamb d'About.com la considère comme un « classique contemporain ». Kyle Anderson de MTV étiquette la chanson comme « un hymne majestueux plein de carillons, grelots, l'épanouissement du gospel, des cordes et l'une des performances vocales les plus dynamiques de sa carrière ». Tout en critiquant la version 2009, Becky Bain d'Idolator considère la chanson comme un « classique temporel » et écrit : « Nous aimons la chanson originale pendant que nous décorons le sapin de Noël et éclairons nos Menorah ». Dans sa critique de Merry Christmas II You, Thomas Connor de Chicago Sun-Times, considère la chanson comme « un des derniers grands ajouts de la musique pop de Noël ». Shona Craven de The Herald dit : « C'est une chanson sur l'optimisme et la joie qui fait peut-être allusion au vrai sentiment de Noël ». De plus, il sent que la raison principale qui a fait qu'elle a rencontré du succès c'est le « Toi » dans les paroles : « Peut-être ce qui a fait que la chanson a rencontré un tel succès, c'est le fait que tout le monde peut s'y projeter ». Craven ouvre sa critique avec cette déclaration : « Bing Crosby pourrait bien se retourner dans sa tombe, aucun enfant des années 1980 ne va être surpris de voir le superbe All I Want for Christmas Is You bondir au sommet du palmarès après avoir été nommée comme la meilleure chanson festive ». Lors d'une remémoration de la carrière de Carey en 2006, Sasha Frere-Jones de The New Yorker dit que la chanson « charmante » est l'un des plus grands accomplissements de Carey : « l'une des quelques additions modernes des vacances ». Dan Hancox de The National, approuve la citation de Jones en ajoutant que c'est une « perfection ». En 2010, le magazine Rolling Stone classe All I Want for Christmas Is You à la quatrième place de sa liste « Greatest Rock and Roll Christmas Songs » et ajoute que c'est un « standard de Noël ».

### Commercial

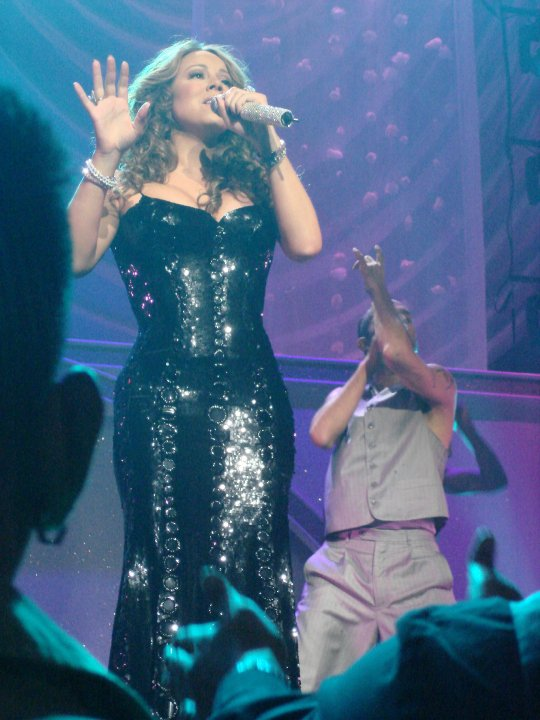
Mariah Carey sur scène à Las Vegas en 2009.

Lors de la première semaine de janvier 1995, All I Want for Christmas Is You atteint la sixième place du Billboard Hot Adult Contemporary et la douzième du Hot 100 Airplay. La chanson revient dans ces palmarès en décembre 1995 et en décembre 1996. La chanson ne pouvait pas entrer dans le Billboard Hot 100 lors de sa sortie car elle n'était pas officiellement un single. Les règles du magazine changent en 1998, et la chanson arrive en 83e position en janvier 2000. La chanson est numéro un au Hot Digital Songs mais ne peut pas re-entrer dans le Hot 100 car il est considéré comme un single récurrent. Cependant, les règles du Billboard changent de nouveau et toutes les chansons peuvent ré-entrer dans le hit-parade à condition qu'elles soient dans le top 50. All I Want for Christmas Is You revient à la 29e place le 22 décembre 2012 avant d'être 25e la semaine suivante,. Chaque année entre 2005 et 2008, la chanson revient en tête du Billboard Hot 100 Re-currents chart. Elle devient la sonnerie la plus téléchargée et la première sonnerie de Noël à être certifiée double disque de platine par la Recording Industry Association of America (RIAA)[source secondaire souhaitée]. De toutes les chansons sorties avant l'année 2000, elle est la 19e la plus téléchargée, la première par une femme et la première chanson de Noël. En décembre 2010, Nielsen Soundscan estime que la chanson a été téléchargée à 1 794 000 exemplaires.
Au Royaume-Uni, la chanson entre en cinquième position du UK Singles Chart dans la semaine du 10 décembre 1994. La semaine suivante, elle monte en seconde place et conserve cette position pendant trois semaines. Le 5 décembre 2010, la chanson est restée cinquante semaines dans le hit-parade et est certifiée disque de platine par la British Phonographic Industry (BPI),. C'est le single de Carey le plus vendu au Royaume-Uni avec 670 000 exemplaires écoulés en 2008. En 2010, All I Want for Christmas Is You est la chanson de Noël numéro un au Royaume-Uni. La chanson atteint le second rang du hit-parade australien et est certifiée disque de platine par l'Australian Recording Industry Association (ARIA) pour la vente de 70 000 exemplaires. En 2009, durant sa sixième et septième semaines de présence, All I Want for Christmas Is You est numéro un du Back Catalogue en Wallonie et en Flandre,. Au Danemark, elle atteint la quatrième place, reste dans le classement pendant seize semaines et est certifiée disque d'or par l'International Federation of the Phonographic Industry (IFPI),. All I Want for Christmas Is You devient le single de Carey le plus vendu au Japon. Elle est la chanson thème de la série 29-sai no Christmas et est ré-intitulée Koibito-tachi no Christmas. Elle dépasse les 1,1 million d'exemplaires vendus au Japon et est le single le plus vendu en 1994. Grâce aux ventes et à sa radiodiffusion, la chanson entre à nouveau dans le hit-parade japonais en 2010 et atteint la sixième place. La chanson reçoit le Million Award par la Recording Industry Association of Japan (RIAJ) en deux formats (CD et sonnerie) en 1994 et en 2008,.

## Remixes et version 2010
Lorsque la chanson sort en single en 1994, aucun remix n'est prévu. Carey recommercialise la chanson au Japon en 2000 avec un nouveau remix nommé Remix So So Def. Il contient de nouvelles paroles et un son plus urbain ; il incorpore du rap avec Jermaine Dupri et Bow Wow. Le remix apparaît sur la compilation Greatest Hits en piste bonus. La chanson connait également un succès planétaire, car elle fut classée no 1 dans les charts urbains et qui est devenu un hymne des remixes r&b,.
En 2009, un remix créé par Carey et Low Sunday, nommé Mariah's New Dance Mix sort. Il garde les paroles de la version originale mais avec une instrumentation plus électronique. Il reçoit de bonnes critiques. Kyle Anderson de MTV dit : « C'est difficile d'améliorer la perfection » mais le remix « pourrait dresser la chanson qui pourrait rendre votre réveillon plus funky que l'année dernière ». Becky Bain d'Idolator loue l'aspect accrocheur de la chanson.
En 2010, elle ré-enregistre la chanson pour son treizième album studio et second de Noël, Merry Christmas II You. La nouvelle version, All I Want for Christmas is You (Extra Festive), présente des voix modifiées, une batterie plus forte et des cloches plus douces, ainsi qu'une introduction orchestrale qui remplace l'introduction a cappella. Steven J. Horowitz de Rap-Up écrit que la nouvelle version « est plus appréciable qu'en 1994 ». Même si elle reçoit de bonnes critiques, d'autres la trouvent trop similaire à l'originale. Thomas Connor de Chicago Sun-Times écrit que la nouvelle version « ajoute quelques chœurs par rapport au vrai arrangement ». Caryn Granz de Rolling Stone approuve, en ajoutant qu'il est « difficile d'arriver à comprendre le sens d'extra festive » par rapport à la nouvelle version. Dan Hancox de The National, estime que la nouvelle version n'était pas nécessaire.

## Version duo avec Justin Bieber 2011
Pour son album Under the Mistletoe paru en 2011, Justin Bieber enregistre la reprise du titre All I Want for Christmas Is You (Superfestive!), en duo avec Mariah Carey. Cette version sort en single et se classe à la 3e place des meilleures ventes de singles aux États-Unis.

## Version 2019 et25eanniversaire avec des célébrités
Le 20 décembre 2019, elle dévoile un nouveau clip de sa chanson All I Want for Christmas Is You.
Le 23 décembre 2019, la vidéo intitulée Happy Anniversary All I Want For Christmas Is You, dévoilant plusieurs célébrités telles que Anitta, Ryan Reynolds, Snoop Dogg, Tracee Ellis Ross, Tyler Perry, John Travolta, Ciara, Missy Elliott, Ariana Grande, Jermaine Dupri, Bebe Rexha, Brandy, Chance The Rapper, Cyndi Lauper, Nick Cannon, Da Brat, Diplo, Heidi Klum, James Corden, Jamie Foxx, Jennifer Hudson, Jordin Sparks, Katy Perry, Kenny G, Lacey Chabert, Laverne Cox, Maxwell, Olivia Newton-John et Patti Labelle, est publiée sur sa chaîne officielle YouTube,.

## Clips vidéo
« Je voulais faire quelque chose de spécial et traditionnel pour la vidéo. J'avais déjà le concept et le scénario, tout ce qu'il me fallait était un bon réalisateur. Nous avons pu le faire avec Tommy en Père Noël et il passe la plupart du temps avec moi dans la neige. J'appréciais vraiment la façon dont rendait la vidéo. C'était vraiment mignon et doux, et je pense qu'il capturait facilement la douceur et le message »
Deux clips accompagnent All I Want for Christmas Is You. Le premier est tourné de sorte qu'il ressemble à une vidéo amateur et est filmé par Carey pendant la période de Noël en 1993. La vidéo commence avec Carey décorant le sapin de Noël et s'amusant sur une colline. Ces scènes sont filmées à Fairy Tale Forest dans le New Jersey dans laquelle Tommy Mottola fait une apparition en Père Noël. Elle continue avec Carey qui pose pour la pochette de son album et s'occupe de son chien Jack. Elle se termine avec le Père Noël qui lui laisse un sac de cadeaux et la salue. Dans l'autre clip, influencé par The Ronettes, Carey danse dans un studio des années 1960 avec des go-go dancers. Pour rendre la vidéo plus rétro, elle est filmée en noir et blanc. Elle est réalisée par Carey. Le premier est en revanche réalisé par Diane Martel.
Par ailleurs, une autre vidéo est réalisée pour le remix So So Def mais ne montre ni Carey ni les musiciens hip-hop qui chantent. Le clip est basé sur une scène du clip de Heartbreaker (1999). On peut voir les représentations en dessins animés de Carey, Jermaine Dupri, Bow Wow, Luis Miguel, du chien Jack et du Père Noël. Kris Kingle serait le réalisateur de la vidéo. Depuis 2009, la chanson est incluse dans un clip accompagnant le jeu Christmas Day de la NBA sur ESPN,.

## Conte de Noël 2015
En 10 novembre 2015, elle publie un conte de Noël pour enfants basé d'après sa chanson All I Want for Christmas Is You. Le livre est un énorme succès, en se vendant à juste 750 000 exemplaires aux États-Unis.

## Produits dérivés
En 2015, elle commercialise également un coffret de produits dérivés prénommé Mariah Carey Christmas Package comprenant l'album de noël Merry Christmas, le Picture Disc All I Want For Christmas Is You 10" (édition numérotée), un bonnet, une boule de noël.

## Adaptation en film d'animation
Le film d'animation de Noël intitulé Mon plus beau cadeau de Noël, s'inspirant de sa chanson All I Want For Christmas Is You et de son livre pour enfant du même nom paru en 2015, qui est réalisé par Guy Vasilovich et dont Mariah Carey en est la narratrice, sort directement en DVD et Blu-Ray en France le 1er décembre 2017. Il obtient de bonnes critiques et est un succès, en se vendant à 854,77 dès la semaine de sa sortie, juste aux États-Unis.

## Adaptation en comédie musicale sur Apple Tv+
Le 4 décembre 2020, elle est la vedette de sa propre émission intitulée Mariah Carey's Magical Christmas Special, qui est diffusée sur la plateforme Apple TV+ et qui comprend en vedette Ariana Grande, Jennifer Hudson, Snoop Dogg, Jermaine Dupri, Billy Eichner, Misty Copeland et Tiffany Haddish,,. Pour promouvoir ce divertissement, elle publie une nouvelle version de son single Oh Santa !, en collaboration avec Ariana Grande et Jennifer Hudson, qui crée un événement mondial. Le show est un triomphe phénoménal et se classe à la 1re place des programmes les plus vus de la plateforme dans 100 pays.

## Adaptation au cinéma
Carey travaille sur une comédie musicale basée sur Merry Christmas. Le scénario se passe dans une petite ville – qui ressemble un peu à Huntington – dans laquelle un entrepreneur veut transformer ce bourg en un grand centre commercial. « Mariah ne veut pas que cela se produise », dit son partenaire Benny Medina. « Son personnage utilise la chanson et l'amour pour garder l'esprit de Noël ».
Selon Carey, le script pourrait être écrit par Peter Barsocchini de High School Musical mais les premières scènes sont déjà tournées. Cependant, Carey donne un peu plus de détails à Daily News sur le projet : « Depuis que j'ai enregistré un album de Noël, j'ai toujours eu envie de faire un film dans cette visée, quelque chose que les gens pourraient voir et écouter chaque année. Je mets tout dans la saison de Noël ».

## Interprétations scéniques

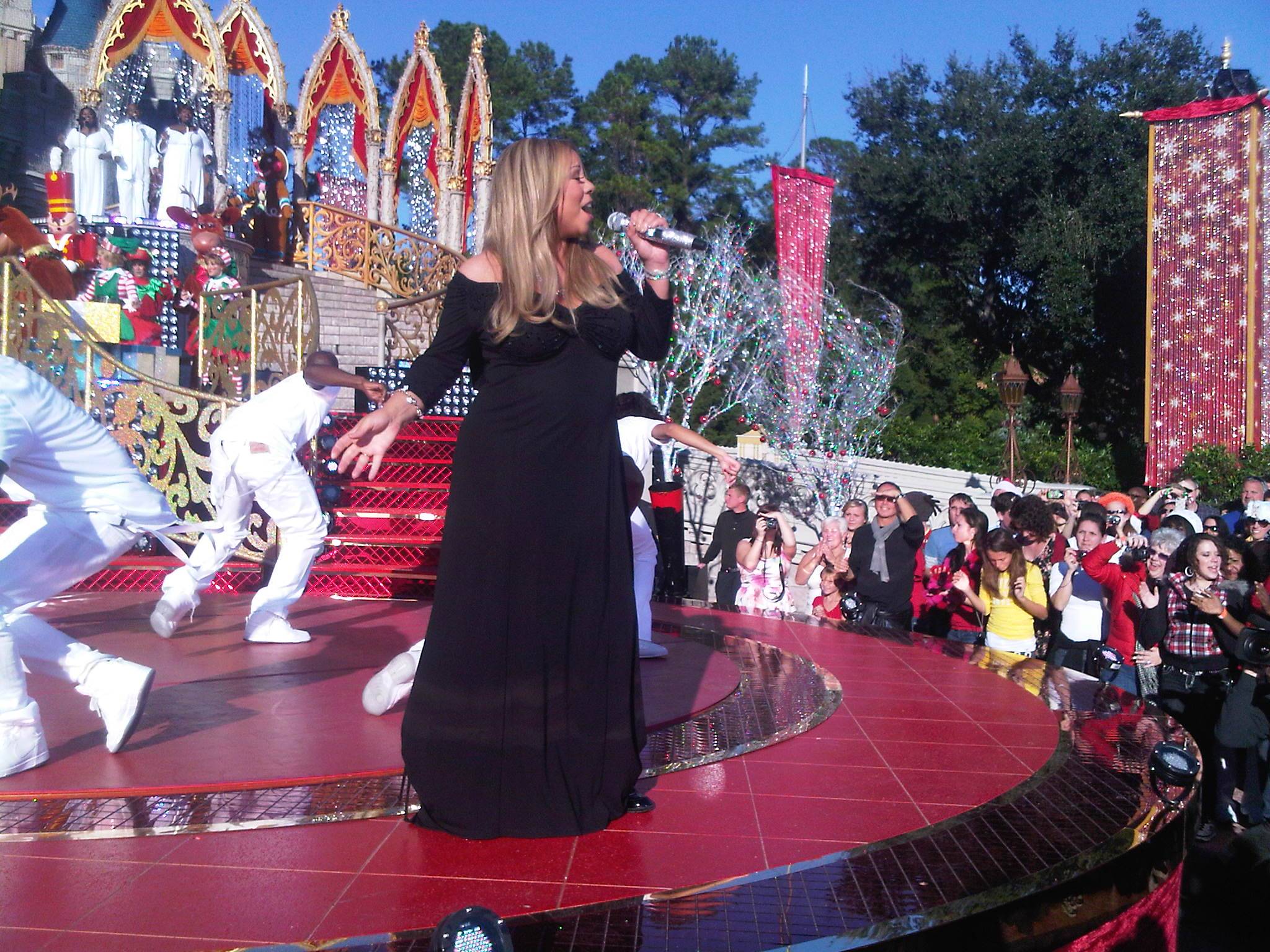
Mariah Carey interprétant la chanson en 2010 à Walt Disney World Resort le 3 décembre.

Carey interprète la chanson lors de concerts ou d'apparitions télévisées. Elle fait partie de la programmation du Daydream World Tour (1996), Butterfly World Tour (1998), Rainbow World Tour (2000), Charmbracelet World Tour (2002-2003) et The Adventures of Mimi Tour (2006),. De plus, elle la chante en 2004 lors du Walt Disney World Christmas Day Parade diffusé sur ABC. Carey chante le remix So So Def lors du concert de l'Angels Advocate Tour qui a lieu le soir du réveillon. Le 9 novembre 2010, Carey fait une émission spéciale sur Noël qui est diffusée sur ABC le 13 décembre et où elle chante la chanson. De plus, elle la réinterprète avec Oh Santa! le jour de Noël 2010. Le 3 décembre, elle chante les deux chansons au Walt Disney World Resort Magic Kingdom dans une prestation filmée et diffusée sur ABC au Walt Disney World Christmas Day Parade. Elle interprète encore ces deux chansons pour le jeu de la NBA qui est diffusé sur ces chaînes.
En 2016, elle donne une série de concerts de Noël les 10, 11, 16 et 17 décembre, d'après sa chanson All I Want for Christmas Is You au Beacon Theatre.

## Impact, héritage et records
En 2000, la chanson connait également un succès planétaire, grâce à son So So Def Remix en featuring Jermaine Dupri et Bow Wow, qui fut classé no 1 dans les charts urbains et qui est devenu un hymne des remixes r&b,,.
Le 24 novembre 2019, la chanson obtient trois records dans le Livre Guinness des records comme étant la chanson de Noël la plus vendue de tous les temps, la chanson la plus écoutée sur Spotify (10,819,009 streams en décembre 2018), ainsi que la chanson de Noël étant classée le plus de fois no 1 en Angleterre,,.
En 2020, la chanson est une nouvelle fois classée no 1 au Billboard,. La même année, le show Mariah Carey's Magical Christmas Special, qui est diffusé sur la plateforme Apple TV+, dont elle est la vedette, est un triomphe phénoménal et se classe à la 1re place des programmes les plus vus de la plateforme dans 100 pays.
La chanson arrive encore une fois à la première place du Billboard américain, ce qui est un record pour une musique sortie il y a plus de 25 ans. Quelques jours après, il est confirmé que ce single a dépassé le milliard de lectures sur le site musical Spotify,,.
En 2024, le titre dépasse les deux milliards de lectures sur Spotify. Elle devient la première chanson de Noël a dépasser ce palier. La même année, le titre signe sa dix-huitième semaine à la première position du Billboard américain.

## Reprises
All I Want for Christmas Is You a été reprise par de nombreux artistes.
Shania Twain reprend la chanson au The Today Show en décembre 1998 avec d'autres chansons de Noël.
Lors du Walt Disney World Christmas Day Parade à Anaheim en 2007, Miley Cyrus chante cette chanson. Le duo Same Difference interprète la chanson lors de la finale de la quatrième saison de The X Factor.
John Mayer exécute une version acoustique à New York en 2008. Durant une émission consacrée à Noël, Alexandra Burke, la gagnante de la saison de The X Factor interprète la chanson le 24 novembre 2009. Le groupe japonais Suemitsu & the Suemith reprennent All I Want for Christmas Is You sur leur compilation Best Angle for the Pianist - Suemitsu & the Suemith 05-08.
La chanteuse australienne Jessica Mauboy reprend aussi la chanson en 2010 pour l'album All I Want For Christmas, un album qui présente plusieurs chansons de Noël d'artistes australiens. Le groupe de country Lady Antebellum reprennent All I Want for Christmas Is You pour leur EP A Merry Little Christmas et leur version entre dans le Billboards Country Songs Chart à la 57e place le 8 décembre 2010. Le groupe américain Big Time Rush reprennent la chanson avec Miranda Cosgrove pour leur EP Holiday Bundle. Durant la semaine du 8 décembre 2010, leur version de All I Want for Christmas Is You entre à la neuvième place du Billboards Holiday Chart. All I Want for Christmas Is You est reprise par la série Glee dans leur album Glee: The Music, the Christmas Album Volume 2 et interprétée par Amber Riley. En 2010, le groupe acappella Nota, enregistre All I Want For Christmas Is You en version acappella pour leur album Nota's A Cappella Christmas. En 2011, Justin Bieber enregistre All I Want for Christmas Is You (Superfestive!) en duo avec Mariah Carey, sur son album Under the Mistletoe. Le titre sort en single et est un succès.
Michael Bublé reprend la chanson pour son album Christmas, la publie en tant que single et celui-ci, s'érige à la 1re place du US Billboard Adult Contemporary. En 2012, le rappeur Cee-Lo Green réinterprète la chanson pour son opus de Noël : Cee Lo's Magic Moment. La même année, la chanteuse Catie Curtis, la reprend pou son album Catie Curtis Christmas. Dans un même temps, la version interprétée par Caroline Sunshine est incluse dans la compilation Disney Chanel Holiday Playlist. En 2013, la chanteuse sud-coréenne Bom reprend le titre et la sort en simple, qui est un succès dans les pays asiatiques.
En 2014, la communauté du Chemin Neuf reprend les paroles de la chanson en l'adressant non plus à un amoureux mais à Jésus,,.
La chanteuse Idina Menzel réinterprète la chanson pour son opus de Noël Holiday Wishes. La même année, Jim Brickman la reprend sur son album On A Winter's Night. Le trio féminin de musique country australien, The McClymonts reprend également la chanson, qui est incluse en face B du single Forever Begins Tonight. La chanteuse française Sonia Lacen reprend le titre en version swing. La chanteuse américaine Nikki Flores reprend la chanson. En 2016 c'est au tour du collectif Prolétariat Mondial Organiseyyy d'en faire une version aux paroles marxistes et à l'orchestration minimaliste sous le titre de "All We want for Christmas is Communism". En 2017, la chanteuse française Elsa Esnoult reprend le titre pour son troisième album Elsa Esnoult chante Noël. En 2017 également, la drag queen américaine Trixie Mattel interprète une version parodique de la chanson sous le nom de "All I Want For Christmas Is Nudes".
En 2020, Dolly Parton reprend la chanson, en duo avec l'animateur Jimmy Fallon, pour son troisième album de Noël, A Holly Dolly Christmas.
En 2021, la chanteuse Valentina a enregistré une reprise du titre "All I Want For Christmas Is You" pour son album Plus Loin qu'un Rêve (Edition de Noël). Elle sort le clip officiel de sa version de la chanson en 2022. Le titre apparaît également sur son album de Noël intitulé La Magie de Noël sorti en 2023.

## Classements et certifications

### Classements hebdomadaires
| \| Classement (depuis 1994) \| Meilleure position \| \| -------------------------------------------- \| ------------------ \| \| Allemagne (GfK Entertainment)[109] \| 1 \| \| Australie (ARIA)[110] \| 1 \| \| Autriche (Ö3 Austria Top 40)[111] \| 1 \| \| Belgique (Flandre Ultratop 50 Singles)[112] \| 1 \| \| Belgique (Wallonie Ultratop 50 Singles)[113] \| 1 \| \| Croatie (HRT)[114] \| 1 \| \| Canada (Canadian Hot 100)[115] \| 1 \| \| Danemark (Tracklisten)[116] \| 1 \| \| Écosse (OCC)[117] \| 2 \| \| Espagne (PROMUSICAE)[118] \| 3 \| \| États-Unis (Billboard Hot 100)[119] \| 1 \| \| Finlande (Suomen virallinen lista)[120] \| 1 \| \| France (SNEP)[121] \| 1 \| \| Hongrie (Single Top 40)[122] \| 1 \| \| Irlande (Irish Singles Chart)[123] \| 2 \| \| Italie (FIMI)[124] \| 1 \| \| Japon (Japan Hot 100)[125] \| 6 \| \| Japon (Oricon)[126] \| 2 \| \| (Billboard Global 200)[127] \| 1 \| \| Norvège (VG-lista)[128] \| 1 \| \| Nouvelle-Zélande (RMNZ)[129] \| 1 \| \| Pays-Bas (Nederlandse Top 40)[130] \| 3 \| \| Pays-Bas (Single Top 100)[131] \| 1 \| \| Portugal (AFP)[132] \| 1 \| \| République tchèque (IFPI)[133] \| 1 \| \| Royaume-Uni (UK Singles Chart)[134] \| 1 \| \| Royaume-Uni (UK R&B Chart)[135] \| 1 \| \| Suède (Sverigetopplistan)[136] \| 1 \| \| Suisse (Schweizer Hitparade)[137] \| 1 \| | Période d'obtention du numéro 1 Sortie en 1994, la chanson retourne dans les classements des ventes à la période de Noël, notamment au Royaume-Uni à partir de 2007, mais ce n'est qu'en 2014 qu'elle arrive pour la première fois en tête des ventes d'un pays (la Hongrie). Aux États-Unis, elle décroche la première place du Billboard Hot 100 en décembre 2019, vingt-cinq ans après sa sortie, et au Royaume-Uni elle se classe numéro un du UK Singles Chart en décembre 2020,. - décembre 2014 : Hongrie - décembre 2016 : Pays-Bas, République tchèque - décembre 2017 : Norvège - décembre 2018 : Danemark, Finlande, France, Nouvelle-Zélande, Portugal, Suède, Suisse - janvier 2019 : Australie, Autriche, Canada - décembre 2019 : Allemagne, Croatie, États-Unis - décembre 2020 : Royaume-Uni, Italie - décembre 2022 : Belgique (Flandre et Wallonie) Les détails des classements par année pour chaque pays sont consultables dans les sources données en lien dans le tableau ci-contre. |
| Classement (depuis 1994) | Meilleure position |
| Allemagne (GfK Entertainment) | 1 |
| Australie (ARIA) | 1 |
| Autriche (Ö3 Austria Top 40) | 1 |
| Belgique (Flandre Ultratop 50 Singles) | 1 |
| Belgique (Wallonie Ultratop 50 Singles) | 1 |
| Croatie (HRT) | 1 |
| Canada (Canadian Hot 100) | 1 |
| Danemark (Tracklisten) | 1 |
| Écosse (OCC) | 2 |
| Espagne (PROMUSICAE) | 3 |
| États-Unis (Billboard Hot 100) | 1 |
| Finlande (Suomen virallinen lista) | 1 |
| France (SNEP) | 1 |
| Hongrie (Single Top 40) | 1 |
| Irlande (Irish Singles Chart) | 2 |
| Italie (FIMI) | 1 |
| Japon (Japan Hot 100) | 6 |
| Japon (Oricon) | 2 |
| (Billboard Global 200) | 1 |
| Norvège (VG-lista) | 1 |
| Nouvelle-Zélande (RMNZ) | 1 |
| Pays-Bas (Nederlandse Top 40) | 3 |
| Pays-Bas (Single Top 100) | 1 |
| Portugal (AFP) | 1 |
| République tchèque (IFPI) | 1 |
| Royaume-Uni (UK Singles Chart) | 1 |
| Royaume-Uni (UK R&B Chart) | 1 |
| Suède (Sverigetopplistan) | 1 |
| Suisse (Schweizer Hitparade) | 1 |

### Classement décennal
| Classement (2000-2009)    | Position |
| ------------------------- | -------- |
| Royaume-Uni Holiday Songs | 1        |

### Certifications
| Pays                       | Certification | Unités certifiées      |
| -------------------------- | ------------- | ---------------------- |
| Allemagne (BVMI)           | 2 × Platine   | 800 000                |
| Australie (ARIA)           | 11 × Platine  | 770 000                |
| Belgique (BEA)             | Or            | 10 000                 |
| Brésil (Pro-Música Brasil) | Platine       | 60 000                 |
| Canada (Music Canada)      | Diamant       | 800 000                |
| Danemark (IFPI)            | 5 × Platine   | 450 000                |
| Espagne (PROMUSICAE)       | 3 × Platine   | 150 000                |
| États-Unis (RIAA)          | 14 × Platine  | 14 000 000             |
| Grèce (IFPI Grèce)         | 2 × Platine   | 4 000 000 (streaming)  |
| Italie (FIMI)              | 4 × Platine   | 280 000                |
| Japon (RIAJ                | Million       | 1 000 000              |
| Norvège (IFPI)             | 4 × Platine   | 240 000                |
| Nouvelle-Zélande (RMNZ)    | 4 × Platine   | 120 000                |
| Portugal (AFP)             | 3 × Platine   | 30 000                 |
| Royaume-Uni (BPI)          | 8 × Platine   | 4 800 000              |
| Suède (GLF)                | 11 × Platine  | 88 000 000 (streaming) |

### Version de Mariah Carey et Justin Bieber

#### Classements hebdomadaires
| Classement (2011-2013)                         | Meilleure position |
| ---------------------------------------------- | ------------------ |
| Belgique (Flandre Ultratip Bubbling Under 100) | 35                 |
| Cambodge (Music Weekly Asia)                   | 12                 |
| Canada (Hot 100)                               | 61                 |
| Espagne (PROMUSICAE)                           | 35                 |
| États-Unis (Billboard Hot 100)                 | 86                 |
| États-Unis (Hot Adult Contemporary Tracks)     | 3                  |
| Japon                                          | 19                 |
| Norvège (VG-lista)                             | 2                  |

#### Certifications
| Pays              | Certification | Unités certifiées |
| ----------------- | ------------- | ----------------- |
| Danemark (IFPI)   | Or            | 45 000            |
| États-Unis (RIAA) | Or            | 500 000           |